# Sant Pere de Ponts
Sant Pere de Ponts és una canònica agustiana de l'art medieval català al municipi de Ponts, a la zona del Segre Mitjà, dins la comarca de la Noguera, damunt del turó del Tossal de les Forques, des d'on s'albira tota la població. Va ser declarat Monument Històric Artístic el 1931.

## Història

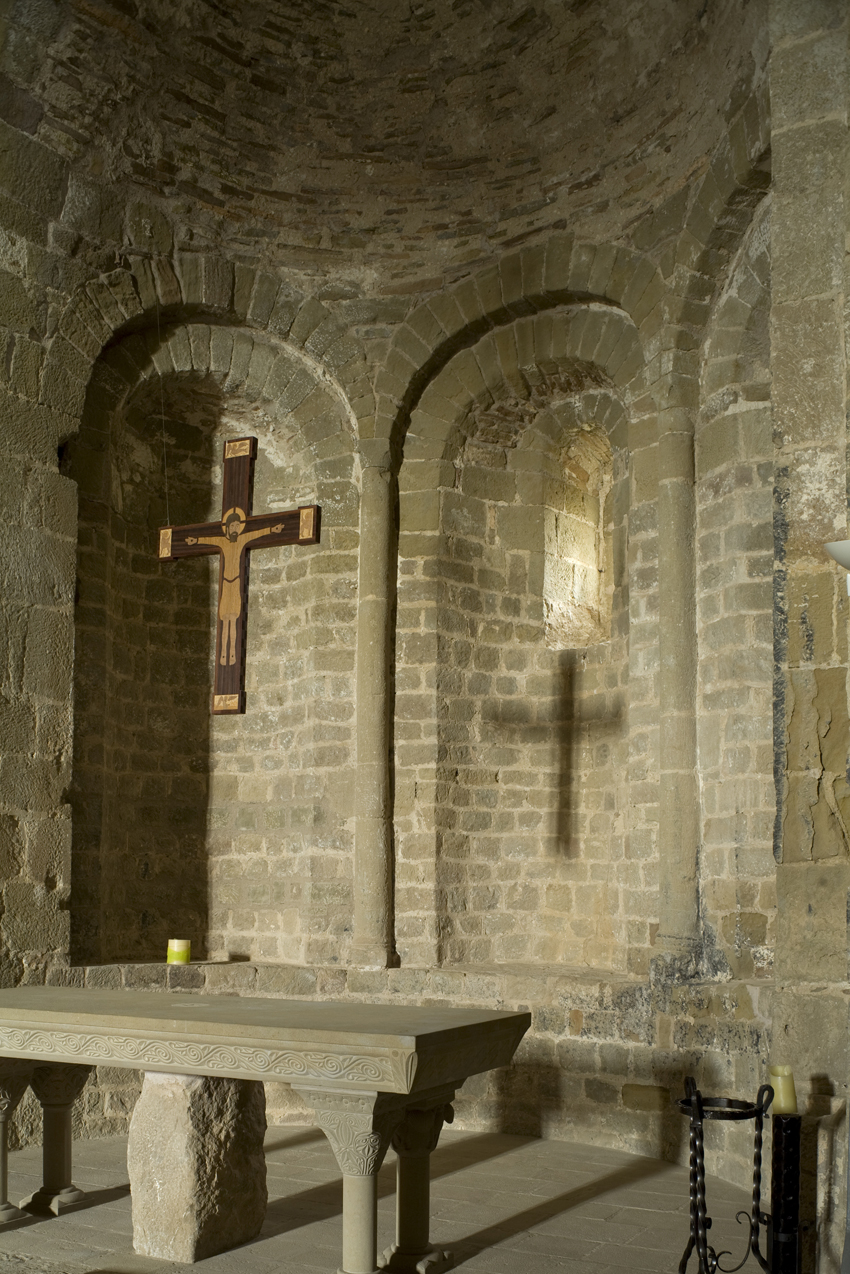
Altar a l'interior de la canònica

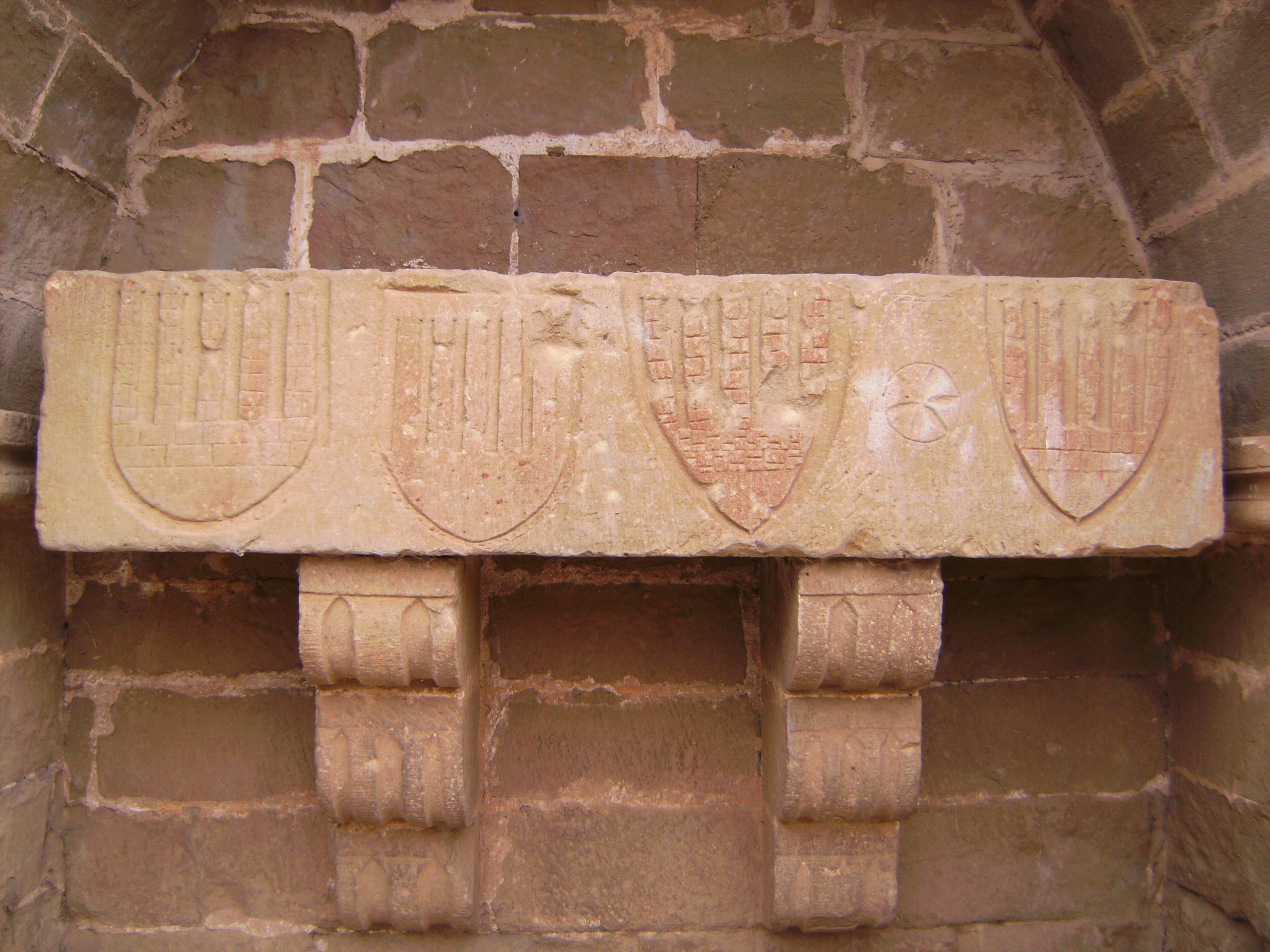
Sepulcre al costat de la porta d'entrada a l'església d'origen romànic

Els primers documents que es troben que fan referència a Sant Pere de Ponts daten de l'any 1024, durant l'època del comte Ermengol II d'Urgell. El 1091 se li concedeixen els drets eclesiàstics. I, el 1908, es troba documentació dels canonges corresponents a la canònica.
El dret de canònica suposava que hi havia vida comunitària, menjador i dormitoris on els clergues ja tenien una reglamentació: un rector, un vicari, etc. De la mateixa època que la canònica de Ponts —és a dir, durant el segle xii— van ser creades moltes altres, encara que després tingueren una notòria baixada en el seu nivell de vitalitat. Són conegudes les de la Seu d'Urgell, Organyà, Cardona, Àger, Solsona, etc.
Al llarg del temps la canònica va ser centre cultural de Ponts, ensenyament, còpia de llibres, notaria, préstec de diners, etc. La seva subsistència es basava en els diners que rebia en concepte dels treballs esmentats, a més a més dels delmes de cereals, llanes, dret de mercats, almoines, funerals, etc.
En els anys posteriors pateix un període de decadència que durarà molts anys, a favor de l'església de Santa Maria del mateix poble. El 1839, durant el final de la Primera Guerra Carlina, l'edifici fou cremat i saquejat per les tropes absolutistes. Posteriorment fou restaurat.
Uns metres més enllà hi ha les ruïnes del castell de Ponts (segles xi-xii), amb una torre circular envoltada de dependències fortificades i de recintes defensius.

## Restauració
El total abandonament en què havia quedat el temple de la seva destrucció el 1839 fou pal·liat pel decret de 3 d'abril de 1931 en ser declarat monument nacional. Malauradament els temps no van ajudar a la seva reconstrucció (Guerra Civil espanyola, etc.). Anys després un robatori i l'espoliació del temple van despertar la consciència dels pontsicans i tot plegat va culminar amb la creació de l'Associació d'Amics de Sant Pere. Aquest grup va iniciar les tasques de neteja i restauració. L'entitat té socis que col·laboren d'una forma desinteressada en l'esforç de mantenir el patrimoni cultural i, a més a més, des del 1976 organitza una trobada tradicional de germanor cada primer de maig.

## Arquitectura
L'església de Sant Pere és de tipus romànic llombard. És d'una sola nau, a la part nord té tres absis culminats per un cimbori o torre de vuit cares amb dos estrats de finestres, que com totes són cegues de mig punt.
A la façana de ponent hi ha una porta amb arc de mig punt que dona accés a la canònica. La nau és coberta amb una volta de mig canó. El cor construït al peu de la nau és un element posterior afegit al temple, també s'observa una porta d'accés a l'edifici adjacent.
Al cementiri annex s'hi han descobert diverses mostres arqueològiques d'enterraments medievals (diverses làpides, esteles funeràries, un sarcòfag, un escut heràldic d'estil gòtic, entre d'altres).